# Adrián Pulido Pareja
Adrián Pulido Pareja (Madrid, 1606–Veracruz, 1660) va ser un militar castellà, Capità General de l'Armada de la Nova Espanya i cavaller de l'orde de Sant Jaume.
Nascut a Madrid, fill de José Pulido Pareja, natural d'Olías, i d'Ana Ramírez de Arellano, nascuda a la cort.
Va distingir-se al setge d'Hondarribia (1638), l'any següent li va ser concedit el càrrec de Capità General de l'Armada de la Nova Espanya per Felip IV de Castella. El 1640 va destacar-se en la batalla de Cadis, entre la flota espanyola i la francesa, evitant la destrucció de la nau capitana a mans d'un brulot francès.
Pels serveis donats al rei, se li va atorgat l'hàbit de l'orde de Sant Jaume el 12 de febrer de 1648 o el Reial Consell d'Ordes va manar donar-li un títol l'octubre del mateix any. Més tard, el 1658 un dels seus fills, escollit per ell, també se li va concedir l'hàbit de Sant Jaume, si bé no se li va posar fins a 1680. Pulido es va mantenir durant molts anys en el seu càrrec i el 1660 va tenir al seu càrrec una considerable flota.
És conegut el seu famós retrat que hom atribueix a Velázquez i d'altres a Juan Bautista Martínez del Mazo, datant-lo vers 1647. El quadre va acabar en mans del duc d'Arcos i actualment s'exposa a la National Gallery de Londres.
Casat amb Francisca Fernández Zorrilla, filla del secretari del rei, amb qui va tenir a Valeriana, Francisca i Adrián. Va morir a Veracruz sense fer testament. La seva herència va ser reclamada per la vídua i els fills entre 1664 i 1665.